# Skråväsen
Skråväsen var ett organisationssystem för de borgare som var hantverkare. Yrkesutövarna inom de olika hantverksyrkena var sammanslutna i olika föreningar, ämbeten, med särskilda privilegier som innebar ett visst monopol inom deras arbete och borgerlig tunga. Privilegierna var ärftliga, precis som adelsväsendet och böndernas gårdar.
Skråväsendet innebär också att bara de som var medlemmar i ett ämbete fick ägna sig åt yrket. Det var ett sätt att bygga upp stödjepunkter och viktigare handelscentra. Skråväsendet dök upp i Sverige i slutet av 1400-talet. Skråväsendet hade sin största betydelse under senmedeltiden och 1500-talet. 
I Sverige upphävdes skråsystemet år 1846 genom att Fabriks- och hantverksordningen ersatte 1720 års skråordning. Skråförordningar hade dessförinnan reglerat stadshantverkarnas villkor, krav för att upptas som lärling, att erhålla mästarbrev, utses till ålderman, och bildanden av ämbeten samt dessas ansvarsområden (exempelvis sjukvård).
I Finland avskaffades skråväsendet 1809.

## Namnet
Ordet skrå (tyska Schra) betyder ursprungligen berett skinnstycke, senare fick det betydelsen skriven stadga och syftar alltså på ett hantverksämbetes lagar. För att ett hantverksämbete skulle få existera krävdes även ett privilegiebrev. Ordet skrå som en benämning på sammanslutningarna är ett sentida påfund. Under medeltiden benämndes en hantverkarorganisation på olika sätt: ämbete, kompani eller gille. I de skrån som utfärdades på 16- och 1700-talen används termen ämbete. Inom ämbetet samlades ett hantverks mästare i den stad där ämbetet hade sina privilegier. Skråväsendet avskaffades i och med § 29 i Handels- Handtwerks- och Fabriksordningen 1846 med orden "Nuwarande skråämbeten upphöra, då denna författning träder i werkställighet."

## Tidig historia

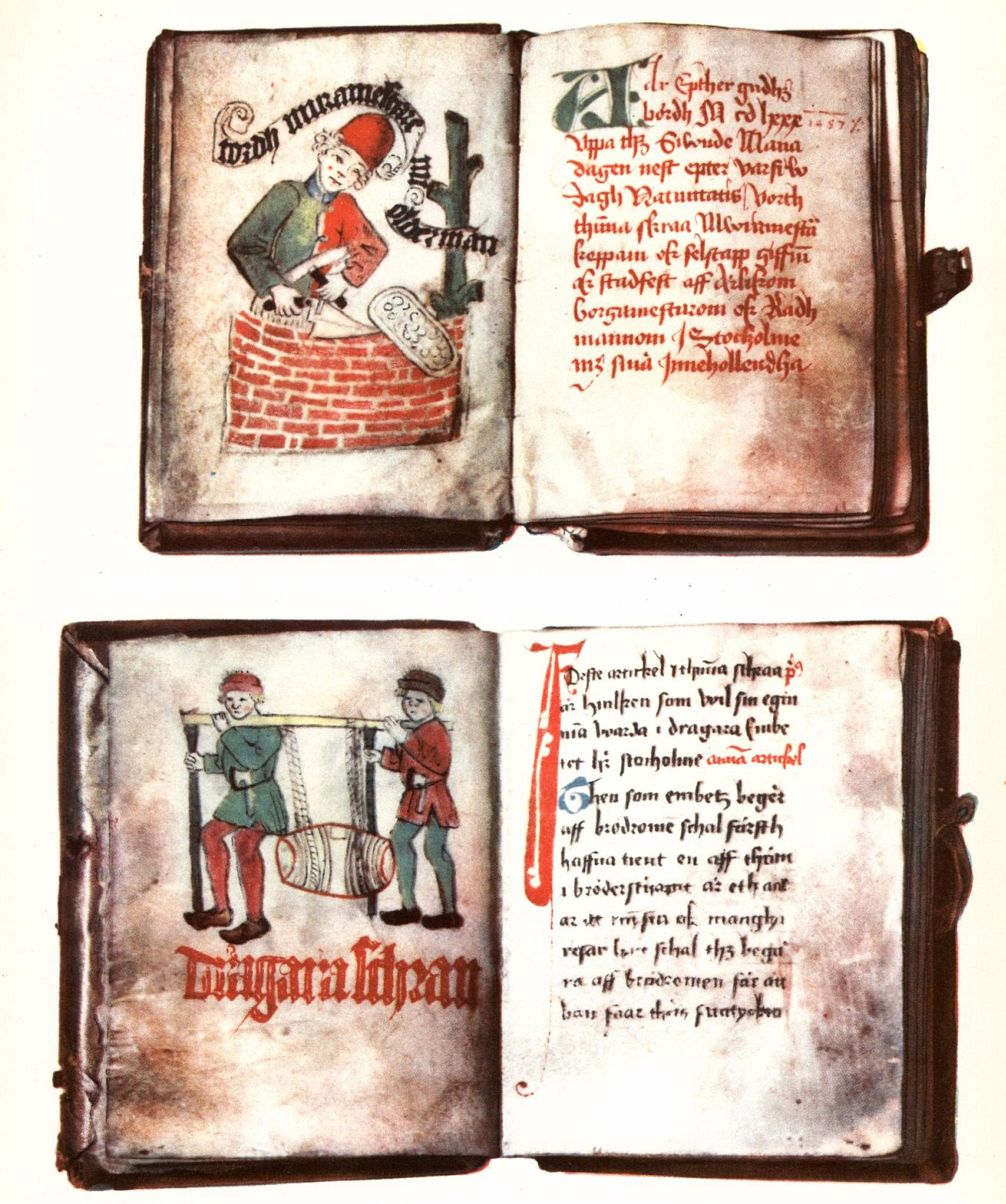
Skråordningar från medeltiden för murarna och vindragarna i Stockholm.

Skråämbetena har inget klart ursprung men två huvudlinjer är tydliga. Ämbetena kan vara en utveckling av de romerska collegia opificum eller en direkt avkomma från de engelska skyddsgillena under tidig medeltid. Förmodligen ligger det sanning i bägge dessa förklaringar 
De romerska kollegierna var i första hand sammanslutningar för hantverkare och deras familjer där de genomförde sina religiösa ceremonier. Man skulle kunna säga att kollegiet utgjorde en församling med inträdeskriterier. Skyddsgillena som uppstod i England på 800-talet hade ungefär samma syfte, det vill säga att utgöra en religiös enhet för en särskild typ av hantverkare, men som även utgjorde en liten stat i staten. Skyddsgillet tog upp skatt och avgifter av medlemmarna samt dömde i enklare rättsfall. Dessa friheter var naturligtvis sanktionerade av de olika städernas råd och i utbyte mot privilegierna var skyddsgillena och dess medlemmar skattepliktiga. Handelsmän och hantverkare som lydde under ett skrå var sålunda stadens egentliga borgare.
Det äldsta privilegiebrev som påträffats för ett gille kommer från England vid 1100-talets början. En möjlig förklaring till namnet gille är att det kommer från fornengelskans gildan, det vill säga en avgift, gäld, som betalades till organisationen. Utan större tvivel kan man finna ursprunget till de svenska skråämbetena och skråordningarna i de tyska staterna under 11- och 1200-talen. Den intensiva handel med de tyska staterna som förekom i Norden vid denna tid införde i många delar även deras organisation för handel och hantverk.
Nedtecknandet av skråordningarna tog sin början kring 1300-talet i de flesta länder. Det finns vissa dokument ända från 1100-talet men dessa är tämligen sporadiskt sammansatta. I Sverige är Stadgande angående Skräddare i Stockholm, skriven 1356 i konung Magnus Erikssons namn, det äldsta bevarade dokumentet.
Ämbetet hade en egen jurisdiktion. Det var endast då ett eventuellt brott hade inverkan på den stad som ämbetet verkade i som ärendet överlämnades till någon annan myndighet. Ämbetet var även en ekonomisk enhet där bötesbelopp och avgifter gick till den gemensamma kassan. Slutligen var ämbetet en social och religiös gemenskap; ämbetsbröderna tog hand om avlidna medlemmar och deras efterlevande; ämbetsbröderna firade gudstjänst tillsammans och läste böner för de avlidnas salighet.

## Senare utveckling och avreglering i Sverige

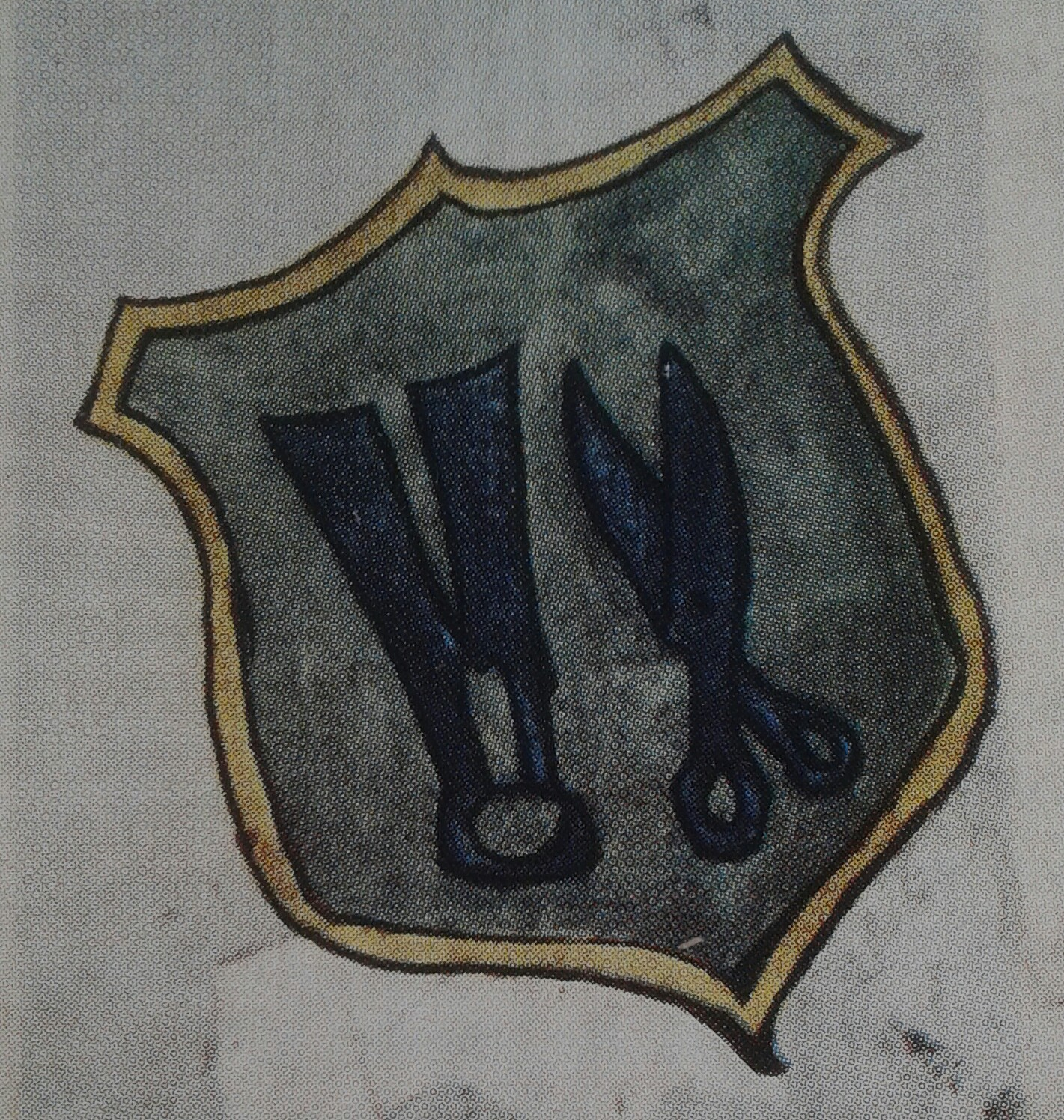
Svenskt skråtecken från 1501

Från slutet av 1500-talet, i samband med att nationalstaterna uppstod, utvecklades ämbetena successivt till ett medel för staten att kontrollera hantverkarverksamheten. Staten fick bland annat insyn i ämbetenas affärer och de kontrollerade även att produkterna var av bra kvalitet och att priset var "billigt", d.v.s. enligt naturen rätt. Att priset var "billigt” innebar att varorna var kontrollerade av statens råd, så att köparen inte blev lurad. 
Fram till 1669 hade varje ämbete sina egna skrån. Grundstrukturen var däremot ofta likartad; skråna innefattade regler gällande brödernas inbördes förhållanden, anställningsförfaranden samt ordningsregler för de återkommande samlingarna. 1621 års General Embets Skrå utgjorde ett juridiskt ramverk till de befintliga skråna och reglerade framför allt sammankomsternas och ämbetens form samt statens representation. Från och med 1621 stipuleras att ett ämbete var tvunget att ha en reguljär samlingslokal med en tydlig skylt utanför byggnaden och att ämbeten skulle ledas av en ålderman med bisittare. 
År 1669 utfärdades Kungl. Mays:tz Allgemene Ordning och Skråå som ersatte alla tidigare skrån. Samma skrå, med några förändringar, förnyades med 1720 års skråordning. Några av de väsentligaste förändringarna var att gesäller fick lov att gifta sig samt att reglerna för mästarprov förenklades i syfte att bereda fler gesäller möjlighet att bli mästare. I och med 1720 års skrå upphörde även ämbetets religiösa aspekter. De mest avgörande tilläggen till skråt var sjätte artikelns 11:e till 13:e paragraf. Den elfte paragrafen förebådade 1846 års ordning såtillvida att den hantverkare som bodde på en ort där det inte fanns ett ämbete kunde ansöka om mästarskap på egen hand hos magistraten. Mästarprovet skulle då endast visas upp för magistraten för att bli godkänt. Den tolfte paragrafen gjorde gällande att de som kom från andra länder och inte var vana vid, eller inte ville ingå i, ett ämbete kunde göra samma sak. Utlänningarna förpliktigades däremot att ”alltid antaga några af Landets Barn” till lärlingar och gesäller för att bidra till Sveriges hantverksskicklighet.
I takt med moderniseringen och industrialiseringen blev skråväsendet sedan successivt otidsenligt, då de genom sin konservativa attityd och strikta regelverk motarbetade utvecklandet av näringslivet eftersom de inte anammade nya tekniker eller nya tänkesätt. Systemet kritiserades hårt från liberalt håll av till exempel Adam Smith och angrips i Carl Jonas Love Almqvists liberala roman Det går an från 1838. Hantverksgillenas monopol upplöstes runt om i Europa med början i slutet av 1700-talet, där Frankrike var först, då gillena helt förbjöds år 1791 genom Le Chapeliers lag.
I Sverige avskaffades skråväsendet 1846. Ämbetenas olika tillgångar, som fonder och fastigheter, övergick till hantverksföreningar i varje stad. Trots denna omvälvande förändring var hantverkens organisation någorlunda intakt; 1846 års ordning delade ännu in hantverkarna i lärepojkar, gesäller och mästare. Skillnaden var att man inte nödvändigtvis var tvungen att tillhöra någon av de klasserna för att få utöva ett hantverk. I sin helhet lyder lagens första paragraf:
| ” | Hwar och en, i stad eller å landet bosatt, ware, utan särskildt tillstånd, berättigad att, med biträde af sina hemmawarande barn och lagstadda tjenstehjon eller andre hos honom mantalsskrifne eller wid jordbruk honom underlydande arbetare, åstadkomma fabriks- och handtwerksarbeten till eget och underhafwandes behof. | „ |

Men märk väl att denna paragraf endast gäller ”till eget och underhafwandes behof”. Ville man starta en verkstad, det vill säga där man mer professionellt tillverkade saker för avsalu i egen affär, gällde fortfarande den gamla ordningen. För att få öppna en verkstad krävdes tre saker: att vara myndig, att vara konfirmerad samt att vara mästare av sitt hantverk.
I och med 1846 års ordning kunde även gifta och ogifta kvinnor utöva hantverk för avsalu. För ogifta kvinnor gällde att de skulle vara konfirmerade, vara minst 25 år, ha ett intyg på sin goda vandel från förmyndaren samt att de skulle ha förevisat ett godkänt mästarstycke. Kunde en ogift kvinna uppfylla dessa kriterier blev hon en självständig företagare med, teoretiskt sett, samma rättigheter och förpliktelser som männen. För gifta kvinnor gällde samma regler, förutom det att hennes make automatiskt blev förmyndare och därför skulle avge ett intyg på att han inte hade något emot att makan drev en rörelse.
Ett fullständigt brott med det förgångna skedde inte förrän vid ständernas upplösande på 1860-talet. Statsmannen Louis De Geer arbetade för att avskaffa ståndsriksdagen och därmed även alla ståndsprivilegier under denna tid. I och med att ståndsprivilegierna upphörde att gälla, försvann naturligtvis alla kopplingar till de forna skråna. Skråna var borgerskapets privilegier i mångt och mycket. 
År 1864 genomfördes näringsfrihetsordningen (giltig fram till 1968) som ersatte Fabriks-, Handtwerks- och Handelsordningen från 1846.

## Organisation
Ett ämbetes medlemmar innefattade yrkets lagliga mästare samt de mästaränkor som övertagit makens verkstad. Varje verkstad, mästarens hushåll, bestod av underlydande och familjemedlemmar. Den huvudsakliga indelningen av arbetskategorier utgjordes av lärepojkar, gesäller och mästare. Inom dessa grader och under vissa perioder har även andra begrepp använts, såsom:
- Pojke - en ung man anställd för enklare arbeten i verkstaden.
- Lärepojke - en ung man anställd för att gå i lära i verkstaden.
- Unggesäll - den yngste gesällen i gesällskapet.
- Gesäll - en betald arbetare i verkstaden.
- Åltgesäll - ordförande för ett gesällskap.
- Ungbror/ungmäster - den yngste mästaren i ämbetet.
- Mästare - en självständig yrkesutövare.[7]
- Bisittare - tillsyningsman inom ett ämbete.
- Ålderman/Verkmästare - ordförande för ett ämbete.

Om man ville öppna sin egen verkstad måste man först gå som lärling hos en mästare. Under lärlingstiden gick man som en praktikant med mat och husrum som lön. Det kunde dröja flera år innan man kunde fullborda sin utbildning som gesäll. Gesällerna var alltså hantverkarlärlingar som avlagt gesällprov. Gesällprovet bestod i att förfärdiga något föremål eller liknande som var yrkets specialitet, efter detta tilldelades den nyblivne gesällen ett s.k. gesällbrev. Vanligtvis fullbordades gesällvärdigheten med en gesällvandring. När man sedan lärt sig hantverkets alla hemligheter och ansågs vara duktig nog måste man göra ett mästarprov för att bli godkänd som mästare.
Ämbetena erhöll av staten ett legaliserat oligopol inom sitt verksamhetsområde. Magistraten hade en representant i ämbetet som följde verksamheten och såg till att skrået följdes. Ämbetena fick inte bilda priskarteller och förväntades dela upp marknaden emellan sig. De olika mästarnas verkstäder skulle växa i samma takt, det var inte tillåtet för en mästares verkstad att växa på bekostnad av en annans.
Ämbetena var i teorin endast öppna för män som uppnått myndighet. En änka var däremot myndig och kunde därför antas som medlem, och änkor fick som regel tillstånd att fortsätta sina döda makars verksamhet fram till ett eventuellt omgifte Änkor kunde också få tillstånd att bedriva andra yrken än vad deras avlidne make bedrivit.  I praktiken kunde även gifta och ogifta kvinnor få tillstånd av ämbetet att bedriva ett yrke. Till exempel fick den gifta Elisabeth Jacobsdotter Ljung år 1708 burskap i hantverkarskråets ämbete i Karlstad, och året därpå fick hon dessutom tillstånd av Kommerskollegium att starta ett skrå för sämskmakarna, eftersom det vid den tipunkten inte fanns något sådant skrå i Karlstad. 
År 1460 listades 180 kvinnliga hantverkare i Stockholms skottebok, även om yrket endast finns specificerat för 18 av dem.
En väsentlig gränsdragning för ämbetenas del var skillnaden mellan handel och hantverk. En hantverkare fick inte bedriva handel och vice versa. Såväl hantverkare som handelsmän ingick i en stads borgerskap efter den ståndsindelning som gällde fram till och med 1864.
Varje ämbete förvarade sina medlemsprotokoll, kassaböcker och lagar i en skråkista. I kistan fanns även ämbetets klappa (ordförandestav) samt välkomma, ett dryckeskärl med rituell innebörd.

## Skråsystemet idag
I vissa hantverk lever lärling-, gesäll- och mästarsystemet kvar än idag. Om man väljer att exempelvis utbilda sig till frisör, kock, målare, snickare eller i något annat hantverk så får man ofta möjlighet att göra ett gesällprov. Klarar man provet så får man ett gesällbrev, alltså ett intyg på att man inte längre är lärling utan gesäll. Som gesäll kan man fortsätta att vidareutbilda sig för att sedan göra ett mästarprov, precis som det fungerade under tiden då skråsystemet var verksamt. Det sker speciellt inom ramen för Fabriks- och hantverksföreningen, som har en omfattande verksamhet i landet. När skråsystemet avvecklades valde många hantverkare att ansluta sig lokalt till denna förening. Vissa av ämbetenas traditioner finns bevarade i ordensväsendet såsom frimurarorden och Odd Fellow-orden.

## Skrån
Här är en lista över de flesta skrån som funnits i Sverige:

- Bagare
- Barberare
- Barnmorska
- Bildhuggare
- Bleckslagare
- Blockmakare
- Blytäckare
- Bokbindare
- Borstbindare
- Brodös
- Bryggare
- Buntmakare
- Byggmästare
- Båtbyggare
- Bältare
- Fällberedare
- Färgare
- Garvare
- Gelbgjutare
- Glasmästare
- Grytgjutare
- Gulddragare
- Guldsmed
- Gördelmakare
- Handskmakare
- Hattmakare
- Hattstofferare
- Hjulmakare
- Hovslagare
- Häktemakare
- Instrumentmakare
- Kakelugnsmakare
- Kammakare
- Kanngjutare
- Karduansmakare
- Klensmed
- Klockgjutare
- Knappmakare
- Knivsmed
- Konterfejare
- Kopparslagare
- Korgmakare
- Krongjutare
- Krukmakare
- Körsnär
- Laggare
- Linvävare
- Lådmakare
- Mjölnare
- Murare
- Målare
- Mältare
- Mässingsslagare
- Nålmakare
- Pergamentmakare
- Perukmakare
- Pistolsmed
- Plåtslagare
- Possementmakare
- Pumpmakare
- Remsnidare
- Repslagare
- Roddarmadam
- Rörsmed
- Sadelmakare
- Segelmakare
- Segelsömmare
- Sejlare
- Senkelmakare
- Silversmed
- Skeppstimmerman
- Skinnare
- Skomakare
- Skorstensfejare
- Skräddare
- Skärslipare
- Slaktare
- Slipare
- Smed
- Snickare
- Snörmakare
- Sockerbagare
- Spiksmed
- Sporrmakare
- Stenhuggare
- Stockmakare
- Stolmakare
- Svarvare
- Svärdfejare
- Sämskmakare
- Tapetmakare
- Tenngjutare
- Timmerman
- Traktör
- Tunnbindare
- Urmakare
- Vantmakare
- Vinskänk
- Väverska
- Överskärare